# 時格
时格 （Temporal case），又叫时间格，语言学格范畴术语，是標註處在某个时间点或时间段的格。如日语的に、匈牙利語的kor、芬蘭語的lloin/llöin。俄語中的工具格有时格的作用。